# Guerre de Corse (1794-1796)
 (juillet 2025).
Si vous disposez d'ouvrages ou d'articles de référence ou si vous connaissez des sites web de qualité traitant du thème abordé ici, merci de compléter l'article en donnant les références utiles à sa vérifiabilité et en les liant à la section « Notes et références ».
Guerres de la Révolution française
La Guerre de Corse de 1794 à 1796 était un conflit de deux ans lors des guerres de la Révolution française entre la Première République française et ses alliés corses face à l'Empire britannique et le Royaume anglo-corse, assistés de quelques émigrés originaires de Toulon.

## Prélude
À l'époque de la Révolution française, la Corse n'appartenait à la France que depuis deux décennies. Le dirigeant corse Pasquale Paoli, exilé sous la monarchie, devint une sorte d'idole de la liberté et de la démocratie. En 1789, il fut invité à Paris par l'Assemblée nationale constituante, où il fut célébré en héros devant l'assemblée. Il fut ensuite renvoyé en Corse avec le grade de lieutenant général.
Cependant, Paoli finit par se séparer du mouvement révolutionnaire sur la question de l'exécution du roi Louis XVI et se rallia au parti royaliste. Alors accusé de trahison par la Convention nationale française avec l'appui d'autres Corses (notamment Lucien Bonaparte et Saliceti), Paoli convoqua une consulta (assemblée) à Corte en 1793, dont il fut le président, et il proclama la sécession officielle de la Corse. Il appelle à l'aide à l'empire britannique, alors en guerre contre la France révolutionnaire, et suggéra le royaume d'Irlande comme modèle de royaume autonome sous la monarchie britannique. Pour la Grande-Bretagne, c'était l'occasion de s'assurer une base en Méditerranée.
En 1794, la Grande-Bretagne envoya une flotte britannique en Corse sous le commandement de l'amiral Samuel Hood, venue après la défaite de la Bataille de Toulon. C'est lors des combats pour la prise de Calvi que le capitaine Horatio Nelson perdit la vue de son œil droit. Pendant une courte période, la Corse fut rattachée aux possessions du roi George III , principalement grâce aux efforts de la flotte de Hood et à la coopération de Paoli.

## Début de la guerre
Après l'expulsion des Français de l'île, la Corse acquit son statut de partie autonome de l'Empire britannique. Hood utilisa San Fiorenzo comme mouillage pour sa flotte, malgré l'absence de chantiers navals. Le danger maritime pour la Corse demeura une préoccupation constante, en août 1794, le HMS Scout, navire de 16 canons, escortait la flotte corse de pêche au corail au large du cap Bon lorsqu'il fut attaqué et capturé par deux frégates françaises. La flotte sans défense se dispersa et plusieurs bateaux furent saisis par des pirates algériens, les équipages furent réduits en esclavage. L'envoyé britannique Frederick North obtint finalement leur libération pour 48 000 £. Début 1795, une tentative française de débarquement de 25 000 hommes en Corse fut déjouée par la flotte britannique à la bataille de Gênes, et pendant le reste de l'occupation britannique de l'île, des corsaires et des agents français débarquèrent régulièrement sur la côte.
Il existait une division prononcée entre Corte, capitale traditionnelle et bastion de l'intérieur des terres, et Bastia sur la côte, où Sir Gilbert déplaça sa capitale au début de 1795, et qui était le centre des royalistes français et corses.
En 1795, des soulèvements en lieu au sein de la population corse, qui était irritée par les politiques britanniques et la perte d'acquis que la Révolution française avait donnée aux paysans, notamment une réforme agraire, annulée par les britanniques qui ont une politique proche de l'ancien régime. Pendant plusieurs mois, des combats éclatèrent entre des rebelles Corses et les forces gouvernementales corses, notamment une offensive britannique réussie à Ajaccio et une autre près de Bastia, qui échoua à maîtriser les forces rebelles. Les britanniques s'avèrent alors incapables de réprimer efficacement la rébellion et des agents français opérent ouvertement sur l'île, renforçant alors le parti français, Le vice-roi apaisa certains rebelles et en pacifia d'autres, obtenant une certaine stabilité en octobre.

## Fin de la guerre
En 1796 les espagnols signent avec la France le Traité de San Ildefonso qui engage l'Espagne à déclarer la guerre à l'Angleterre tandis qu'à Livourne, Napoléon Bonaparte ordonne à Antoine Gentili et à Antoine Philippe Casalta de préparer des expéditions vers la Corse. À l'intérieur de la Corse, des assauts contre les britanniques ont lieu, menés par des Corses rebellés. Les britanniques, devant la menace espagnole, française mais aussi des menaces intérieures décident d'abandonner la Corse pour se concentrer sur Gibraltar.
Le premier ministre britannique William Pitt le Jeune donne l'ordre d'évacuer la Corse, le message sera reçu deux mois plus tard.
À Vizzavona, des affrontements éclatent entre des rebelles Corses pro-français menée par le Commandant Bonelli et une garnison britannique en déroute. La bataille se conclut par la mort de Bonelli et une déroute britannique.
À leur arrivée en Corse, Gentili et Casalta avec leurs hommes capturent les britanniques restants. La population rejoint les forces républicaines, tandis que de nombreux Corses paolistes s'enfuient avec les anglais.
À la fin de la guerre, Gentili et les troupes françaises reconquient Bastia et finalement parvienent à reprendre la Corse sans résistance, qui était ainsi vidée de la présence britannique,.